# غنراليسموس الاتحاد السوفيتي

كتفية الغنراليزموس

غنراليسموس الاتحاد السوفيتي (بالروسية: Генералиссимус Советского Союза؛ نح: غنراليزموس سوفيتسكوفو سويوزا)، رًتبة عسكرية في الاتحاد السوفيتي أُقترحت في 27 يونيو من عام 1945 وفقًا لتقاليد الجيش الإمبراطوري الروسي، ولم تُمنح هذه الرُتبة سوى لجوزيف ستالين في أعقاب الحرب العالمية الثانية، إلّا أن ستالين نفسه رفض التصديق على قانون منح الرُتبة رسميُا، والتي كانت ستُعد أعلى الرتب العسكرية في الاتحاد السوفيتي.

## نظرة عامة
صُممت هذه الرُتبة خصيصًا لجوزيف ستالين، ومع ذلك ووفقًا لما رواه المؤرخ روبرت سيرفس (مؤرخ) تراجع ستالين عن منح نفسه هذه الرُتبة، كما طالب رئيس وزراء المملكة المتحدة ونستون تشرشل بمناداته بالمارشال كما جرت العادة من قبل، رافضًا أي تمييز بين رُتبته العسكرية ورُتبة باقي مارشالات الاتحاد السوفيتي، كما استمر في ارتداء شارة كتف وزي مارشال الاتحاد السوفيتي في ذلك الوقت كباقي أفراد الجيش الحاملين للرُتبة نفسها.
وأُعيد ذِكر رُتبة اغنراليسموس مرة ثانية في أعقاب الحرب عندما قُدّمت مسودة قرار بشأن الرُتب العسكرية بالقوات المسلحة السوفيتية، بعدها عُهِد إلى الجنرال أندريه خروليوف، رئيس الإدارة العامة للدعم اللوجيستي، بتصميم الزي الخاص بغنراليسموس الاتحاد السوفيتي حتى يتسنى لستالين ارتداؤه أثناء موكب يوم نصر موسكو لعام 1947، وبالفعل تم الانتهاء من تصميم الزي والذي أُرسل لستالين قبل أُسبوع من موعد العرض العسكري.
وبعد الاطلاع عليه، أعرب ستالين عن استيائه من الزي رافضًا ارتداؤه، كما أعلن عن رفضه لتوقيع القرار مُصرًّا على أن تكون الرُتبة الأعلى في الجيش الأحمر هي رُتبة مارشال الاتحاد السوفيتي.

## معرض صور

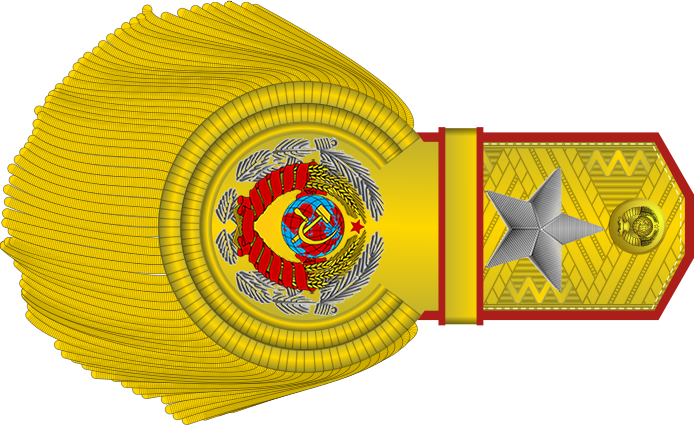
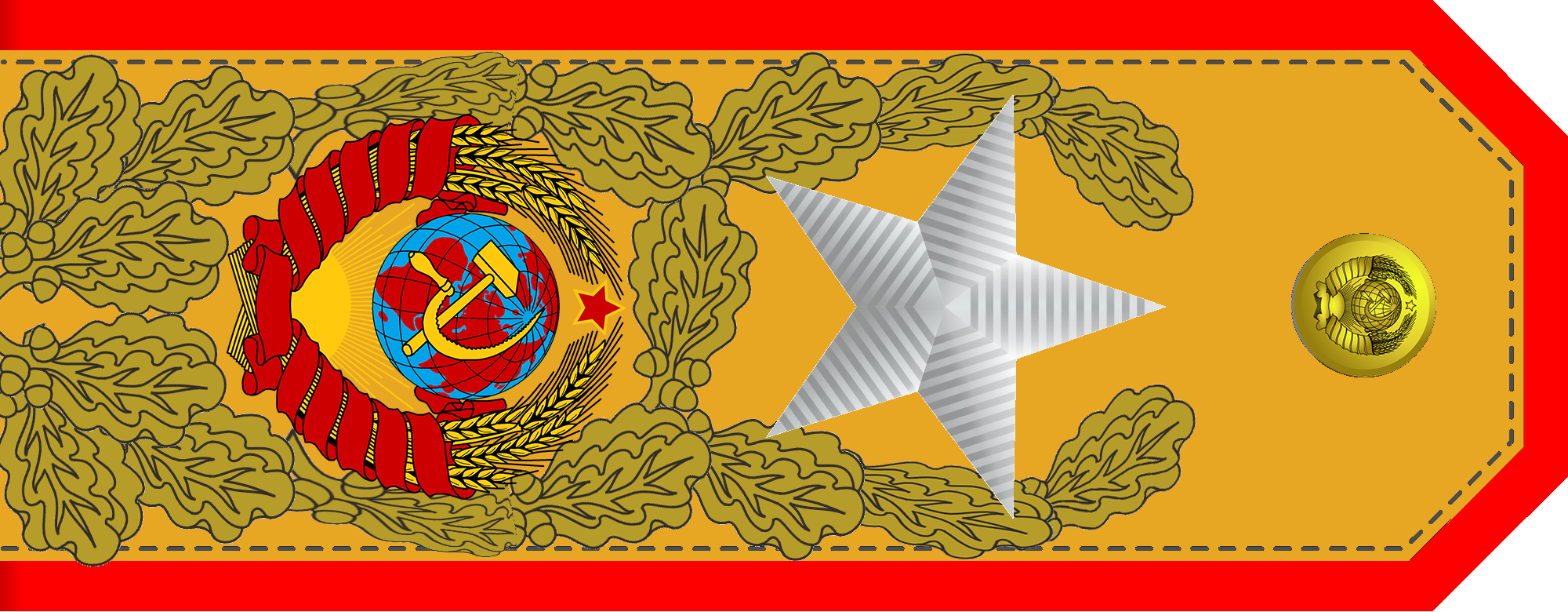
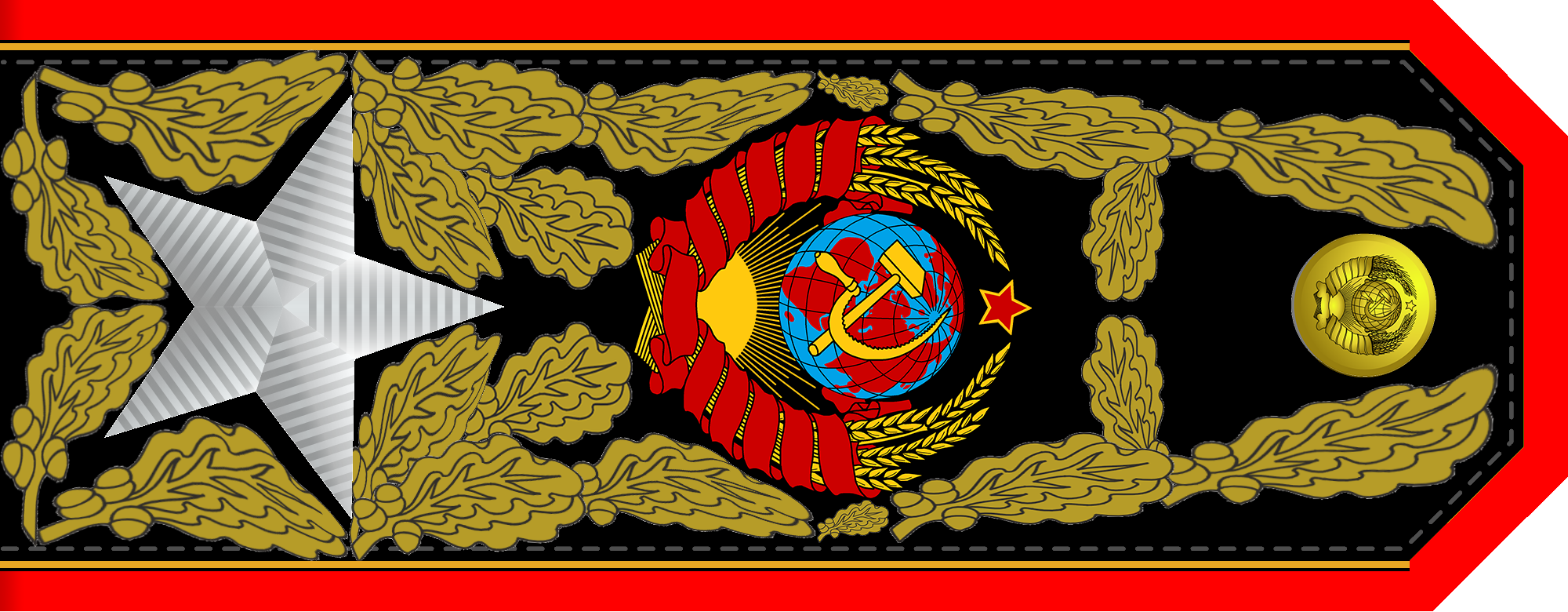

## طالع أيضًا
- جنراليسيمو
- الرتب العسكرية في الاتحاد السوفيتي
- مارشال الاتحاد السوفيتي
- قائمة الفيلد مارشال الروس

## وصلة خارجية
- Generalissimus of the Soviet Union (بالروسية)

‌